# Лопандіно
Лопа́ндіно (рос. Лопандино) — село, у минулому смт, у Комарицькому районі Брянської області, Росія.
Село розташоване за 5 км на північ від селища міського типу Комаричі.
Населення села становить 1 673 особі (2009; 1 977 в 2002, 1 900 в 2005).
З 1948 до 2005 року село мало статус селища міського типу. В селі працює цукровий завод, збудований в 1897 році графом Воєйковим.